# ビハインド・ザ・マスク (曲)

「ビハインド・ザ・マスク」（BEHIND THE MASK）は、YMOの楽曲。作詞はクリス・モズデル、作曲は坂本龍一。マイケル・ジャクソンが補正したヴァージョンを録音し、アルバム「スリラー」に収録を予定していた楽曲としても知られる。

## 背景
初収録は1979年にリリースされたイエロー・マジック・オーケストラ（以下、YMO）のアルバム『ソリッド・ステイト・サヴァイヴァー』である。しかしライヴでは1stアルバム発売前のデビューライヴから演奏されている。坂本がセイコーのCM曲としてすべて手弾きで作成した曲がベースとなっており、そのトラックはYMOのベストアルバム『UC YMO』に収録されている。

## 制作
それまで難解なコード進行を得意としてきた坂本龍一だったが、ここでは単純ないわゆるロックのコード進行（F-D♭-E♭-Cm/C）を使用している。メロディは坂本と高橋幸宏が共同で担当したため、ある時期まで高橋が作曲者として連名でクレジットされていた。本曲は数多くのカバーバージョンが示すように、海外での評価が高い(詳細は後述)。しかし細野晴臣と高橋は、この曲を初めて聴いたとき非常に当たり前の曲と思ったらしく、特に細野はこの曲のすばらしさを認識できなかった自分自身に対して「プロデューサーとしては失格」と発言している。

### 録音の過程
『ソリッド・ステイト・サヴァイヴァー』では、曲の完成に5日かかり、録音は以下の順番で行われたことを松武秀樹の著書「たった1人のフルバンド」（1981年刊）にて明らかにしている。
1. ベース
2. アルペジオ
3. キック（MOOG III-C）
4. スネアとハイハット（高橋幸宏）
5. テーマ
6. ヴォコーダーとコード

また、演奏開始の合図用の音の一部を楽曲の一部として使用している。

## 日本国外で受け入れられる理由
- 日本国外のツアーで本曲を演奏すると聴衆が踊り出す現象が起こり、坂本が「この曲だけは現地の聴衆が『ロックンロールだ!』と騒いだ」と何度か語り、その理由が作曲者自身にも判らないと発言していた。
- 2011年12月17日、『スコラ 坂本龍一 音楽の学校』（NHK Eテレ）で放送された「ロックへの道編」（第4回）にて本曲を解析した。
  - テンポがゆったりしている（一般的なテクノ・ポップよりもテンポが遅い。ピーター・バラカンも同様な発言をしている）。
  - 「リフ」に特徴がある。
    1. ギターで演奏した場合は指の動きが少ない。また、スライドするだけで演奏できる（坂本はそのように意識して作った）。
    2. リフの3拍目の後半に休符が入ることにより緩急が付く。

  - F→D♭のコード進行がブルースに似ているため、歌いやすい。
  - Bメロにおけるベースラインがリズム・アンド・ブルースに似ている。

## 坂本龍一によるセルフカバー

### 収録曲
| #         | タイトル                                    | 作詞                                   | 作曲                                       | 時間  |
| --------- | ------------------------------------------- | -------------------------------------- | ------------------------------------------ | ----- |
| 1.        | 「ビハインド・ザ・マスク」(BEHIND THE MASK) | クリス・モズデル、マイケル・ジャクソン | 坂本龍一                                   | 5:29  |
| 2.        | 「リスキー」(RISKY)                         | イギー・ポップ                         | イギー・ポップ、坂本龍一、ビル・ラズウェル | 6:22  |
| 3.        | 「フィールドワーク」(FIELDWORK)             | 坂本龍一、トーマス・ドルビー           | 坂本龍一、トーマス・ドルビー               | 5:07  |
| 合計時間: | 合計時間:                                   | 合計時間:                              | 合計時間:                                  | 16:58 |

| #         | タイトル                                                                     | 作詞                                   | 作曲                                       | 時間  |
| --------- | ---------------------------------------------------------------------------- | -------------------------------------- | ------------------------------------------ | ----- |
| 1.        | 「ビハインド・ザ・マスク」(BEHIND THE MASK)                                  | クリス・モズデル、マイケル・ジャクソン | 坂本龍一                                   | 5:29  |
| 2.        | 「リスキー」(RISKY)                                                          | イギー・ポップ                         | イギー・ポップ、坂本龍一、ビル・ラズウェル | 6:22  |
| 3.        | 「フィールドワーク」(FIELDWORK)                                              | 坂本龍一、トーマス・ドルビー           | 坂本龍一、トーマス・ドルビー               | 5:07  |
| 4.        | 「ステッピン・イントゥ・エイジア (TV TRACK)」(STEPPIN' INTO ASIA (TV Track)) | 矢野顕子                               | 坂本龍一                                   | 3:39  |
| 5.        | 「フィールドワーク (エディット)」(FIELDWORK (Edit))                          | 坂本龍一、トーマス・ドルビー           | 坂本龍一、トーマス・ドルビー               | 2:34  |
| 6.        | 「両眼微笑」                                                                 |                                        | 坂本龍一                                   | 3:57  |
| 合計時間: | 合計時間:                                                                    | 合計時間:                              | 合計時間:                                  | 27:08 |

## カバーしたアーティスト
- マイケル・ジャクソン
- グレッグ・フィリンゲインズ
- エリック・クラプトン
- ヒューマン・リーグ
- ゴールディー・ルッキン・チェイン
- セニョール・ココナッツ
- HMOとかの中の人。(PAw Lab,)　アルバム『Hatsune Miku Orchestra』（2009年）[5]
- 斉藤和義 アルバム『55Stones』